# Numero di caduta

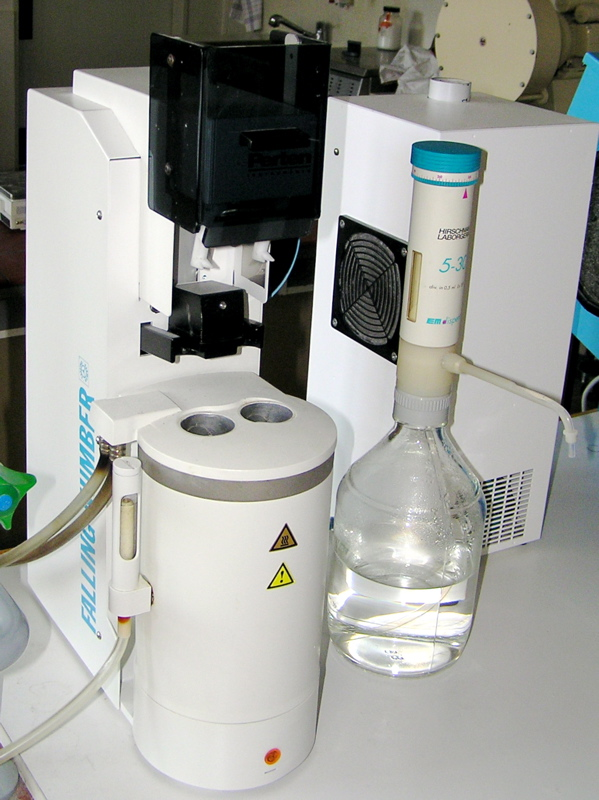
Moderno amilografo automatico

Il numero di caduta, o falling number (FN), o indice di Hagberg (o anche Hagberg falling number), è la misura dell'attività enzimatica dell'alfa-amilasi su un impasto di farina-acqua; si determina con uno strumento detto amilografo. 
L'attività della alfa-amilasi rende gli zuccheri presenti in una farina già disponibili durante la fase dell'impasto con l'acqua; tali zuccheri sono necessari in misura importante per consentire la produzione della CO2 durante la lievitazione dell'impasto, con conseguente formazione degli alveoli che conferiranno morbidezza al pane.

## Storia
Il metodo di caduta è stato sviluppato alla fine del 1950 da Sven Hagberg e Harald Perten presso il Laboratorio di cereali dell'Istituto svedese per i mestieri e le industrie. Il numero di caduta, o FN, è diventato uno standard mondiale, nel settore del grano e della farina, per la misurazione dell'attività dell'alfa-amilasi del grano tenero e duro, del triticale, della segale, e dell'orzo, nonché in tutti i prodotti della macinazione a base di questi grani.

## Amilografo

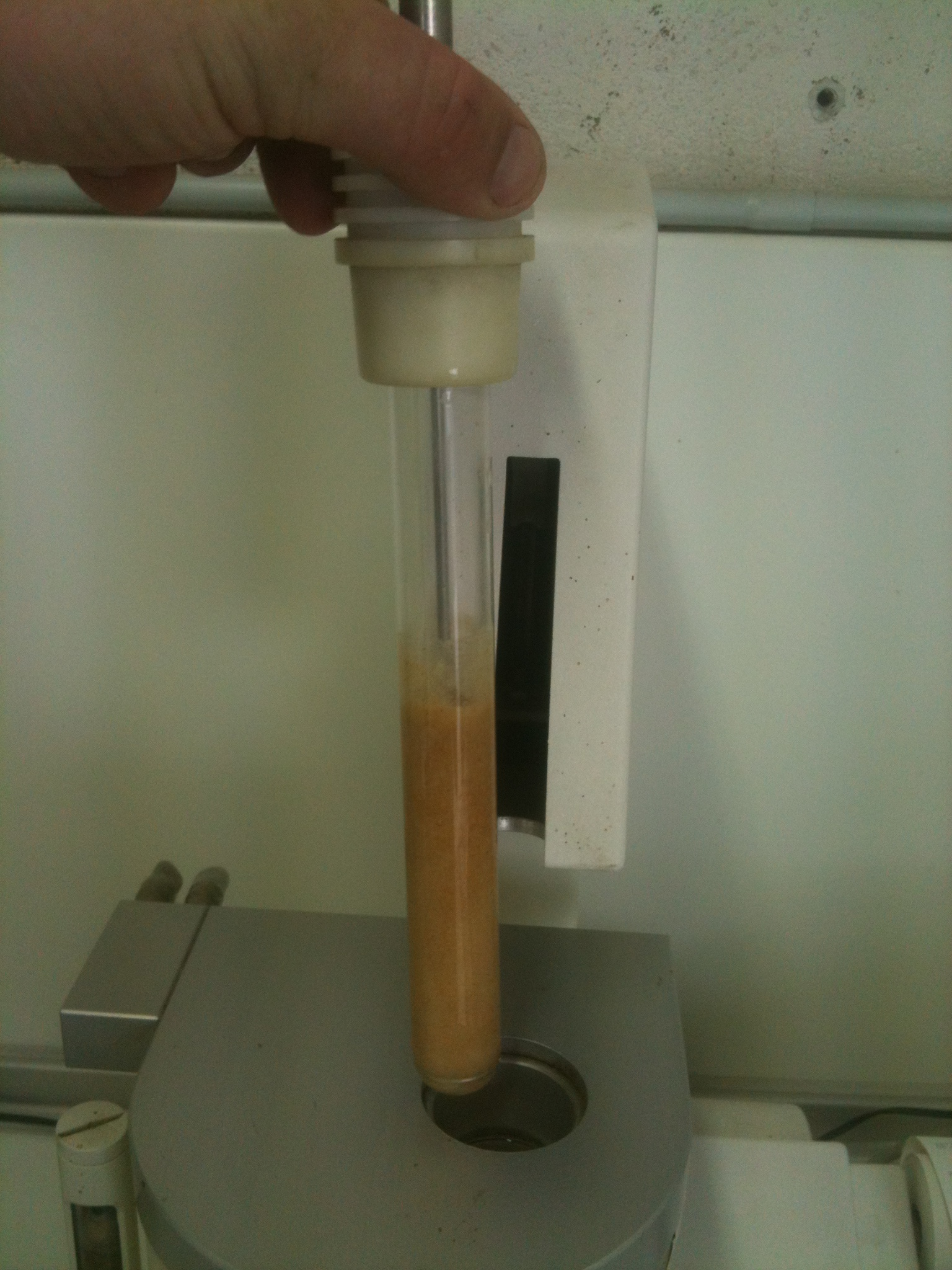
Provetta e agitatore dell'amilografo manuale

Il metodo richiede un apparecchio che segue precisi standard internazionali (ICC 107/1, ISO 3093-2004, AACC 56-81B). Tale apparecchiatura consiste: 
- un bagno d'acqua a temperatura controllata,
- una provetta,
- una barra di agitazione,
- un dispositivo di agitazione.

In origine, la misura veniva fatta con metodo manuale, mentre l'evoluzione tecnologica ha portato alla produzione di apparecchi di misura che la eseguono in modo del tutto automatizzato.

## Numero di caduta
Il numero di caduta è il tempo, espresso in secondi, che permette allo strumento con il suo agitatore di penetrare per un tratto definito in un gel acquoso di farina riscaldata. Maggiore è l'attività amilasica maggiore sarà la velocità di penetrazione dell'agitatore dello strumento sul gel, ciò perché la viscosità dello stesso sarà più bassa, e minore sarà, di conseguenza, il numero di caduta (meno secondi necessari).
| FN         | Caratteristiche |
| ---------- | --- |
| < 200sec.  | molte amilasi (impasto molle e appiccicoso), i prodotti finiti possono essere marroni e con crosta friabile.                          |
| 250 sec.   | valore ottimale, la farina ha una buona qualità di cottura.                                                                           |
| > 300 sec. | poche amilasi (occorre addizionare più malto o farine maltate), la fermentazione è ritardata e i prodotti formeranno una crosta dura. |

Con valori inferiori a 150 sec., la farina è gravemente danneggiata.
In generale, questa misurazione permette di valutare il grado di danneggiamento subito da un cereale e dalla sua farina a seguito di vari fattori, concorrendo, insieme alla misurazione della forza di una farina tramite alveografo di Chopin, a determinare la qualità della stessa.
Il sodio polifosfato incrementa il numero di caduta bloccando attività amilasica. Una maggiore disponibilità di azoto nella coltivazione di un grano comporterebbe un aumento del numero di caduta di una farina per la riduzione dell'attività amilasica nella stessa.